# Kamienica przy ulicy Raciborskiej 48 w Katowicach
Kamienica przy ulicy Raciborskiej 48 w Katowicach – zabytkowa kamienica, położona przy ulicy Raciborskiej 48 w Katowicach, w dzielnicy Śródmieście.
Została ona wzniesiona w 1932 roku z cegły przez firmę budowlaną inż. Jana Piechulka w stylu funkcjonalizmu. Jan Piechulek zamieszkał później w wybudowanej przez siebie kamienicy.
W dniu 7 maja 1992 roku została ona wpisana do rejestru zabytków pod współczesnym numerem A/861/2021 (ówczesny numer: A/1461/92) – granice ochrony sięgają budynek wraz z otoczeniem zieleni. Budynek znajduje się także w gminnej ewidencji zabytków miasta Katowice. 
W 2003 roku przeszła ona modernizację, a w późniejszym czasie także kompleksową rewitalizację. W ramach prac wyremontowano i odtworzono ceglane detale na elewacji oraz wyburzono znajdujące się na podwórzu przybudówki.
W sierpniu 2022 roku w systemie REGON było aktywnych 8 podmiotów gospodarczych z siedzibą przy ulicy Raciborskiej 48. W tym czasie działały tutaj m.in. drukarnia i dystrybutor naszywek. Gmach ten był wówczas także siedzibą Stowarzyszenia Na Rzecz Poradnictwa Obywatelskiego „Dogma”.
Kamienica znajduje się w narożniku ulicy Raciborskiej i bocznego odgałęzienia ulicy Koszarowej, w południowej pierzei. Charakterystycznym elementem wystroju kamienicy jest zachowany do dziś narożny wykusz. Powierzchnia zabudowy kamienicy wynosi 461 m². Posiada ona cztery kondygnacje nadziemne i podpiwniczenie.